# スーパーヅガン
『スーパーヅガン』は竹書房の漫画雑誌『近代麻雀オリジナル』1981年6月号から1989年9月号まで連載された、片山まさゆき作の麻雀漫画である。同時期に連載されていた『ぎゅわんぶらあ自己中心派』と共に、片山の二大出世作かつ代表作の一つである。また、ここでは13年後に続編として連載された『スーパーヅガンアダルト』についても記述する。

## 概要
タイトルの意味は「つかん」=「ツキ（運）がない」を大げさにした表現。作品内でも運のなさの深刻さにつれて「つかん」「ヅガン」「スーパーヅガン」などの表現が頻出する。物語後半では負けが込むと主人公の周囲に「ツカンポの花」が咲くようになる。主人公がとことんツキがなく、麻雀に負け続ける様を描くという作風は、過去現在を問わず麻雀漫画においては異色中の異色である。また、学生（連載当初）が主人公の麻雀漫画も極めて珍しいものであった。
この作品のコンセプトはあくまで麻雀を主体とした日常世界であり、そこにギャグタッチを強く採り入れている。また、他の片山作品と比べてラブコメディー色も強い。一方で、『ぎゅわんぶらあ自己中心派』で見せたようなパロディ世界はあまり見られない（冒険RPGや昔話のパロディなどが数話あるのみ）。麻雀の描写も時折本格的な描写はあるが、登場キャラの役満連発などかなり誇張が入っており、麻雀理論や闘牌シーンを忠実に描いた『ノーマーク爆牌党』などとは視点が異なっている。
最初は『ジャンシリーズ』（サブタイトルの最後が「〜ジャン」で終わる）が5回連載された（単行本1巻巻末に収録）。絵はまだかなり稚拙だが、豊臣ら4人のキャラ設定と麻雀シーンの正確さは変わらなかった。その後『スーパーヅガン』のタイトルに直して連載する。連載当初は全く不人気だったが、後に安定した人気を誇り、連載半年後には『近代麻雀オリジナル』の看板漫画にまで成長し、当時の社長もこの作品をプッシュしたという。連載は8年に及び、連載終了してからもアニメ化（同氏の作品としては初であり、2015年現在唯一である）も果たしている。また、ツキの無さを示す「つかん」という言葉は雀荘で流行するほどであった。全9巻（大判）。その13年後に続編『スーパーヅガンアダルト』が連載されたが、こちらは未完のまま連載が終了した（3巻まで刊行）。『スーパーヅガンアダルト』では、スーパーヅガンの世界観に加えて、『ぎゅわんぶらあ自己中心派』のような、世相を反映したパロディ話もかなり登場するようになった。また、早見と再会するまではストーリー漫画のような側面も持っており、前作と比較するとかなり背景が描き込まれている。
なお同じキャラクターが登場する作品として『片山まさゆきの麻雀教室』が存在するが、これは「フレッシュマガジン」に発表された作品の為、詳細は『ぎゅわんぶらあ自己中心派』側を参照。
片山まさゆき曰く、「作中の不条理な豊臣の打ち込みについては、役満の三家和などの明らかに嘘っぽいものは別として、私自身が実際に体験したものである」と、最終巻のあとがきにて語っている。この後書きでは、他にこの作品をすごく気に入っていたこと、そして続編を描く気はなかったことが書かれている。

## あらすじ
主人公、豊臣はかつて常に学力No.1を誇るエリート高校生だったが、織田率いる不良グループに絡まれ、麻雀ですってんてんにされてから、全てのツキを奪われてしまい、以後は何かと金を巻き上げられる真っ暗な青春を送っていた。そんなある日、ひょんな形で高校時のクラスメート、早見明菜（ヒロイン、後述）と再会。彼女は、すっかり変わり果ててしまった豊臣にショックを受けるも、自分の想いを赤裸々に告白、そして彼に麻雀をやめるように懇願する。
しかし、彼は腐れ縁の連中と麻雀を断ち切ることができず、連日借金を重ねる有様であった。痺れを切らした早見は素人ながら麻雀を覚え、彼の仇を取ろうとする。しかし早見自身が驚異的なツキの持ち主であったために、今度は彼女もすっかり麻雀の虜になってしまうのだった。
その後は主人公豊臣とヒロイン早見、そして不良グループの織田、明智、徳川などを中心に、色んなゲストキャラを巻き込み、面白おかしい麻雀シーンが描かれていく。

## 主な登場人物
豊臣秀幸（とよとみひでゆき）
声優：山口勝平
ネーミングは豊臣秀吉。千葉県出身（豊臣、早見、織田、明智、徳川は全員千葉県出身である）、4月1日生。本編の主人公で、驚異的なツキの無さを持つ。特に相手への放銃（振り込み）が多い。打ち方そのものは、家族で麻雀を打っていた経験もあり、麻雀理論のセオリーにのっとった模範的な打ち方であるが、そのツキのなさゆえにまったくもって活かされず、とにかく読みが裏目に出る。自分がツイてないときには「つかん」「づがん」「づがーん」「づぎゃん」「つかんぽ」などと叫び、一種のツキの無さの度合いを表すバロメーターにもなっている。また、箱テンになると、箱を頭に被るのが特徴で、ツカンポの花という花を咲かせることも。身長は平均男性より少し低い程度で車の運転（ただし、ペーパーに近い）などもできるが、状況に応じて二頭身になったりするなどギャグテイストが強い。元々は優等生で、学年一の成績保持者であったが、下北沢大学（明治大学学生だった作者が、下北沢駅近くに住んでいたのが発祥）では豊臣だけ留年、雀荘『壱番館』でアルバイトをしながら生活している。また学生の弟と社会人の兄がおり、同様につかんぽ。豊臣兄弟三人がメンツとして揃っている卓に入った一名は「和了れないトライアングル」という生き地獄に陥り、たとえ3副露したとしてもテンパイすら困難となる。後述するヒロイン、早見明菜は高校時代からの友人で、お互い好き合ってはいるものの、決して恋人同士という関係ではない（アニメ版では豊臣の彼女という解説があったが、続編でヤスが「もどかしげな男女関係」と告げている）。豊臣が、自分がもし彼女とくっつけば、彼女を不幸にしてしまうのではないかという思いを抱き続けているからである（そのため、自分と波長の合うドジッ子タイプと意気投合したりしており、早見の気持ちをやきもきさせている）。
続編では、最終回からの顛末が描かれている。早見の海外転勤を追ってリオデジャネイロに向かっていった（3人同時に役満を振り込んで、その勢いでリオ向いてすっ飛んでいった）が、途中で失速し、ナスカの地上絵の上に墜落。その後、リオまで歩くも早見とはまたすれ違ってしまい、現地で振り込んで同じようにぶっ飛び、3年がかりで日本に戻ってくる。その後は、早見の行方を追いながら（彼が東京に戻った時には、早見は証券会社を退社していた）、様々なバイトをしつつ、フリーターとして生計を立てていた。また、麻雀からも足を洗っていたが、バイト先でカモにされていたミルミル（新ヒロイン、後述）を救うため、久々に麻雀を打つようになる。その後は、信太郎、ヤス、明智、そして早見とも再会。だが、肝心の早見との関係は、ミルミルの登場により、ニアミスが続く羽目に。麻雀の運も相変わらずで、むしろツキの無さは更に悪化しており、前作以上に勝てていない。
早見明菜（はやみあきな）
声優：大坪純子
ネーミングは早見優と中森明菜から（この頃片山は女性キャラにアイドルの名をよく使っていた）。5月8日生。1巻後半から参加した本編のヒロインで、驚異的なツキを持つ。配牌やツモに恵まれ、役満を連発するだけでなく、時に八連荘や天和などを上がることも。しかし、基本は素人なので満貫未満の得点計算ができない上、指し回しも豊臣よりずっと下手である。下手に考えて打つと振り込みを連発するような描写もあった。学業の成績も優秀で運動神経も抜群。豊臣のことが好きで、どんな事があっても放っておけない存在。大学卒業後は大手証券会社、野々村証券（元ネタは野村證券）に勤務。顔が『自己中心派』のヒロイン、律見江ミエと区別が付かないと『片山まさゆきの麻雀教室』で読者からの指摘を受けた事がある。
リオ支店に転勤するも不況の影響もあり、豊臣とすれ違うように帰国し、その後証券会社を退社した模様。その後はしばらく顔を見せなかったが、花屋を兼ねた喫茶店経営を行うようになり、そこのオーナーとなっている。また、豊臣とは高級ホテルですれ違うが、ちょうど間が悪くミルミル（後述）と二人きりの状態であったため、感動の再会とは行かなかった。その後、ミルミルとは邂逅するも、互いに牽制しあう恋敵ともなっている。麻雀を含め、強運さは相変わらずだが、前作の天真爛漫さ、朗らかさは成りを潜め、かなり落ち着いた性格になっている。
織田信太郎（おだしんたろう）
声優：山寺宏一
ネーミングは織田信長。不良グループの一人。通称「セオリー無視の一発屋」。サングラスとリーゼント、銜えタバコが特徴。とにかく押しが強く、リーチで「とおし」ばかり狙い、一発ツモばかり狙う。コネを使ってブジテレビ（フジテレビジョンのもじり）に入社したが、アシスタントディレクターという過酷で悲惨な仕事の為、さぼってすぐに退社。金遣いが荒く、豊臣から巻き上げた金はすぐギャンブル（パチンコやパチスロ）に消えてしまう。最終回では長距離トラックの運転手となる。運動神経はかなり良く、スポーツ万能の一面も。他のキャラと違い、一時的に早見に利用されていた以外は女っ気はない（ただし、続編でレイカと意気投合していた話もある）。
続編では、自営の運送会社で一定の成果を上げ、部下も雇っている（ただし、過積載を平気で行ったり、社員の給料をパチスロに注ぎ込んだりと、アナーキーさは相変わらず）。豊臣とはバイト先のビアホールで再会し、また同じように豊臣、そしてミルミルをカモにして、金を巻き上げている。
明智光一（あけちこういち）
声優：難波圭一
ネーミングは明智光秀。不良グループの一人。茶髪のカーリーヘアが特徴。理論派で麻雀の知識に明るく、またダマ聴や引っかけなど、トリックプレイを得意とする。また、織田、ヤスの二人が直情径行型なのに対し、クールに物事を観察していることが多い。リエという彼女はいるが、根っからのプレイボーイで、町でしょっちゅうナンパしている。リエは非常に嫉妬深い上にヒステリーで暴力を振るう癖がある上、麻雀の腕も下手なので明智との相性は良くない。
卒業後は不正を犯して（親が試験問題を盗んできた）医師免許を取得してしまったが、上下関係があって大変な為、最終回では寒村で開業医を営む予定だった。不良グループ三人の中で、唯一豊臣の逆襲を受けて「づがん」を言わされたことがある人物（他2人もターゲットとされていたようだが、連載終了まで復讐はされなかった）。
続編では、色々な女性を誑かしてヒモとして生活を行っていた。また、人生に疲れたなどという消極的発言もしており、性格も前作と比較してかなりドライになってしまっている（登場機会も織田、ヤスと比較すると格段に少ない）。リノという水商売の女性と同棲。ちなみに、ミルミルも明智に誑かされていた一人である。
徳川康兵衞（とくがわやすべえ）
声優：龍田直樹
ネーミングは徳川家康。不良グループの一人。角刈りが特徴で背は低い。房総弁丸出しで「あんだ〜?」が口癖。ツキの良さは早見に次ぐレベルだが、理論よりドラや役満にしか目が行かない。欲しい牌は片っ端から鳴いていく。メグミという彼女がいる。卒業後に、土地を売った見返りでコピーライターに斡旋してもらえたが（この時の上司は『自己中心派』でコピーライター麻雀をやっていたキャラのゲスト出演）、成果は全く出せず（ただし、ごく短い期間のみヒットを飛ばしていたようで、高級マンションに居を構える話も）にクビに。最終回では実家の電気屋を継いで、故郷に電気を灯す?と語る。三人の中で一番出演頻度が高く、織田と明智が出ないのにヤスだけ出てきたり、『自己中心派』にゲスト出演した事も。『自己中心派』で非現実な麻雀劇画に憧れる無法松は、彼のキャラデザインのもじりである。モデルは片山の友人。
続編では、ファストファッション業を営む実業家となっており、大豪邸を建てる、高級車を乗り回す、高級キャバクラに通い詰めるなど、羽振りが良い。麻雀は相変わらず続けており、中国工場の労働者に対し麻雀で巻き上げる（結果的に、無賃金労働）という暴挙で、強引な経費削減を行っている。強引さ、理屈の通じなさは相変わらずで、信太郎と同様、性格は全く変わっていない。
ケンジン
声優：吉岡辰児
本名は不明。大阪出身の青年で、留年後の豊臣に何故か憧れ、豊臣のアパートに勝手に居候している。勝手に豊臣を師匠呼ばわりしているが、豊臣にとっては傍迷惑なだけである。麻雀の実力はチー・ポンしてテンパイを焦るなど波が激しいものの、プロテストの麻雀大会で優勝したりしている。だが、筆記テストで惨憺たる成績だったため不合格に。ヤスと同様、モデルは片山の友人。最終的には散々世話になっておきながら「もうちょっといい暮らしがしたいので出ていきます」と置手紙を残して消えた。続編には登場せず。
渡辺（アニメには未登場）
豊臣の後輩で、豊臣が留年しても先輩扱いしてくれ、雀荘で一緒にバイトをする。モデルは大学の後輩漫画家、渡辺健一自身で、『自己中心派』にも「盲牌の渡辺」など雑用キャラとして何度か登場。『ヅガン』において片山と渡辺が競作した事もある。また五十嵐浩一の代表作『ペリカンロード』の主人公、渡辺健一も同一キャラで（よく見ると顔のデフォルメ基準が同じである）五十嵐もまた『ヅガン』『自己中心派』に「とっつぁん顔の五十嵐くん」として登場している。
ユカ
声優：勝生真沙子
雀荘『壱番館』を仕切るママさん。卓につくことは少ないが、本気を出すときは「クエスチョンユカ」の異名を取り、クイズで相手を眩惑させて勝負に勝つ。実力はなかなかのもので、織田、明智、徳川の3人すらも手玉に取っていた。続編には登場せず（『壱番館』自体、登場しなくなっており、代わりに『ヘマポン』という雀荘がホームとなっている）。
ババプロ
声優：玄田哲章
タラコ唇と丸底眼鏡が特徴の男。実在モデルはプロ雀士の馬場裕一。プロ雀士の割に麻雀の実力は案外揮わず、よく例の三人組の餌食となっている。モデルの馬場同様、メンチンを得意とし、「くちびるヅモ」や「くちびるリーチ」を多用する。続編にも脇役として出場する。
尾沢竹書坊
声優：青野武
豊臣が師匠とあがめる老翁。現役プロの雀士で、秘技「ムカフーン打法」の使い手。振り込みの怒りを乗り越え、欲を捨てた無我の境地に浸りながらツキでアガリまくるというもの。豊臣にその技を伝授したことから師弟関係ができあがった。その際に亡くなったと思われたが、普通に生きて再登場したりする侮れない人。モデルは片山が所属した大学漫研の先輩で、竹書房社員として近代麻雀オリジナル編集長も務めた編集者・漫画家の尾沢工房（別名：おざわゆうじ）。続編にも脇役として出場するが、顔は変わっている（前作のサンタの顔と瓜二つ）。なお尾沢役の青野は、当アニメにおいてナレーターも兼任している。
桜田門外
声優：田中秀幸
新宿で20年間無敗をほこった元プロの代打ち。たびたび豊臣に麻雀のアドバイスをするが、あまり役には立っていない。時々天然ボケのキャラを見せる。早見明菜に負けたことを根に持って、大学で行われた麻雀大会に出場するが、そこでも明菜に負けている。実在モデルは桜井章一。続編には登場せず。

### スーパーヅガンアダルトのみに登場する人物
ミルミル
フルネームは不明。唇が厚めの、黒髪少女で、本作の新ヒロイン。性格はのんびり屋でおっとりしており、けっこうマイペースでもある。周囲からミルミルと呼ばれ、また自分でも「ミルミル」と呼んでいる（ミルという本名で呼ばれていたのは第1話のみ）。豊臣がバイト先の会社で知り合ったOLで、同僚から麻雀でカモにされ困っていた所、彼が救いの手を差し伸べた（ミルミルにアドバイスを送り、生まれて初めて倍満を当てる）ことで、彼と知り合う。また、麻雀も大好きだが、豊臣に負けないぐらいツキのなさの持ち主（指し回しもかなり下手）で負けてハコを被ったり、豊臣と同じように空をぶっ飛んだりもする。それゆえ同じ波長を感じる（むしろ、彼と一緒なら自分が劣等感を感じないからという理由で）豊臣に強い恋心を抱いているため、早見とはちょっとした三角関係に発展する。
レイカ
生物学を専攻する女学生。才色兼備だが、プライドは頗る高い。クラブでアルバイトをしていたが、それも優れた遺伝子を持つ人間を探し、優れた生物を産むための研究であった。そこで豊臣らに出会い、豊臣の持つ負のオーラに多大な関心を抱き、研究材料として豊臣を追っかけ回している。

## ゲーム
片山漫画のテレビゲーム化は『自己中心派』が大変有名だが、X1による『ヅガン』の方が先である。内容は基本的に『自己中心派』と同じ麻雀ゲームで、打ち手を務める各キャラクターは忠実に再現されているが、マイナーな会社から発売されたため、知名度は高くない。
後年他に、スーパーファミコンで2作品が発売されている。
- スーパーヅガン -ハコテン城からの招待状-（1994年2月11日発売、エレクトロニック・アーツ・ビクター）
- スーパーヅガン2 ツカンポファイター 〜明菜コレクション〜（1994年12月30日発売、J・ウイング）

### その他
『ぎゅわんぶらあ自己中心派』シリーズ
メガドライブでゲームアーツから発売されたものにヅガン作品のキャラクターが登場しており、豊臣はストーリーモードの主人公として登場している。
『麻雀やろうぜ!』シリーズ
PlayStation及び、PlayStation 2でコナミから発売された麻雀ゲームで、豊臣と明菜の二人が対戦相手として登場している。『麻雀やろうぜ!2』では、豊臣にボイスがつきアニメ放送当時の声優だった山口勝平が起用されている（早見明菜の声はアニメ版の大坪純子が引退していた為星野千寿子に変更）。

## アニメ
1992年10月9日から1993年3月19日まで、当時としてはまだ珍しい深夜アニメかつ「麻雀アニメ」として、フジテレビにて放映。全21回。制作はキティ・フィルム(そのため、アニメ当枠における前番組は、「らんま½」)。アニメ制作はスタジオディーン。平均視聴率は2.7%。
エンディングテーマは三波春夫が歌う『ジャン・ナイト・じゃん』（作詞：三波春夫、作曲・編曲：CHOKKAKU）。オープニングテーマはなく、パトカーのサイレン音をバックに賭博の禁止を示した刑法186条の条文（当時の刑法は文語体）が表示されるのみであった。ABパート間のアイキャッチには馬場プロ製作の「何を切る？」を採用、毎回異なる問題が出題され、CMをはさんで解答が表示される趣向となっていた。
月刊連載をアニメ化する場合、作品量が少ないためアニメ版オリジナルエピソードが作られることもあるが、当作は既に連載終了していたため全てのエピソードが原作から採用された。原作では全員が高校・大学・社会人と成長していったが、アニメ版においては主要キャラは全員20歳で固定となっている。それゆえ、原作連載時の時系列は大きく異なっているものがある（たとえば、早見との再会話は、アニメでは第1話となっており、尾沢竹書坊初登場話『無敵のムカフーン打法』はその後のエピソードだが、原作では尾沢竹書坊初登場話の方が連載順序が古い）。
この番組を最後に、1981年10月スタートの『うる星やつら』以来11年半続いた、フジテレビとキティフィルム共同制作のアニメ番組シリーズは廃枠となった。また、フジテレビにおけるスタジオディーン作品の放映は、1995年4月開始の『クマのプー太郎』まで2年間のブランクが生じることになる。
2000年代にはCS放送局MONDO21で放送された。また、2014年頃にはAT-Xでも放送されている（再放送ではあるが、初放送扱い）。

### スタッフ
- 製作：伊地智啓
- 企画：清水賢治（フジテレビ）
- プロデューサー：金田耕司（フジテレビ）、中川順平（キティ・フィルム）、豊住政弘（ディーン)
- 監督：西村純二
- キャラクターデザイン・作画監督：中嶋敦子
- 美術設定・美術監督：三浦智
- 録音監督：若林和弘
- 撮影監督：吉田光伸
- 音楽：小滝みつる（エクスタシー・ボーイズ）、大森俊之
- 音響効果：依田安文（わいわいサウンド）
- プロデューサー補：有留もと子
- 広報担当：川崎悦子（フジテレビ）
- アニメーション制作：スタジオディーン
- 制作：フジテレビ、キティフィルム

### 放映リスト
| 回 | サブタイトル                 | 脚本     | 絵コンテ   | 演出             | 作画監督 | 放映日         |
| -- | ---------------------------- | -------- | ---------- | ---------------- | -------- | -------------- |
| 1  | ツカンポ野郎に春が来た       | 時村尚   | 西村純二   | 西村純二         | 中嶋敦子 | 1992年 10月9日 |
| 1  | 縁切りヅガン                 | 山口亮太 | 西村純二   | 西村純二         | 中嶋敦子 | 1992年 10月9日 |
| 2  | ハッピーバースデーヅガン     | 時村尚   | 西村純二   | よしだのどか     | 数井浩子 | 10月16日       |
| 2  | ふられてヅガン               | 時村尚   | 西村純二   | よしだのどか     | 数井浩子 | 10月16日       |
| 3  | 恐怖の豊臣マシーン           | 山口亮太 | 竹内大三元 | 白旗伸朗         | 中嶋敦子 | 10月23日       |
| 3  | スノーサイドヅガン           | 山口亮太 | 竹内大三元 | 白旗伸朗         | 中嶋敦子 | 10月23日       |
| 4  | カッパギヅガン               | 時村尚   | 西村純二   | よしだのどか     | 奥野浩行 | 10月30日       |
| 4  | 明菜ふたたび                 | 時村尚   | 西村純二   | よしだのどか     | 奥野浩行 | 10月30日       |
| 5  | 君は完璧さ                   | 山口亮太 | 竹内大三元 | 守岡博           | 数井浩子 | 11月6日        |
| 6  | 大阪からの物体X              | 時村尚   | 西村純二   | 白旗伸朗         | 中嶋敦子 | 11月13日       |
| 6  | 湯あたりヅガン               | 時村尚   | 西村純二   | 白旗伸朗         | 中嶋敦子 | 11月13日       |
| 7  | ベイビー雀士・ポン太         | 山口亮太 | 竹内大三元 | 守岡博           | 工藤裕加 | 11月20日       |
| 7  | 井の中の雀ピューター         | 山口亮太 | 竹内大三元 | 守岡博           | 工藤裕加 | 11月20日       |
| 8  | 泣かせるツモジャン           | 山口亮太 | 竹内大三元 | よしだのどか     | 筱雅律   | 11月27日       |
| 9  | 旅打ちヅガン                 | 時村尚   | 西村純二   | まつもとよしひさ | 数井浩子 | 12月4日        |
| 10 | 無敵のムカフーン打法         | 時村尚   | 竹内大三元 | 守岡博           | 中嶋敦子 | 12月11日       |
| 10 | 豊臣の逆襲                   | 時村尚   | 竹内大三元 | 守岡博           | 中嶋敦子 | 12月11日       |
| 11 | しびれてナンボ               | 時村尚   | 白旗伸郎   | 白旗伸郎         | 数井浩子 | 12月18日       |
| 11 | サンタの待ちがやって来た     | 時村尚   | 白旗伸郎   | 白旗伸郎         | 中嶋敦子 | 12月18日       |
| 12 | あけましてツカンポ           | 山口亮太 | 西村純二   | まつもとよしひさ | 筱雅律   | 1993年 1月8日  |
| 12 | ツカンポ昔話                 | 山口亮太 | 西村純二   | まつもとよしひさ | 筱雅律   | 1993年 1月8日  |
| 13 | アクマで悪魔                 | 山口亮太 | 竹内大三元 | よしだのどか     | 工藤裕加 | 1月15日        |
| 13 | カゼにツカンコ               | 山口亮太 | 竹内大三元 | よしだのどか     | 工藤裕加 | 1月15日        |
| 14 | プールサイドのツカンポ野郎   | 時村尚   | 竹内大三元 | よしだのどか     | 中嶋敦子 | 1月22日        |
| 14 | 復活! オザワ竹書坊           | 時村尚   | 竹内大三元 | よしだのどか     | 中嶋敦子 | 1月22日        |
| 15 | 怪談ヅガンどうろう           | 山口亮太 | 西村純二   | 守岡博           | 工藤裕加 | 1月29日        |
| 15 | 私はあがりたい               | 山口亮太 | 西村純二   | 守岡博           | 工藤裕加 | 1月29日        |
| 16 | 前向きヅガン                 | 時村尚   | 竹内大三元 | よしだのどか     | 数井浩子 | 2月5日         |
| 16 | ツカンポリーチは一点読まれ   | 時村尚   | 竹内大三元 | よしだのどか     | 数井浩子 | 2月5日         |
| 17 | バレンタインはツカンポの香り | 山口亮太 | 白旗伸朗   | 白旗伸朗         | 中嶋敦子 | 2月12日        |
| 17 | 明菜トライアングル           | 山口亮太 | 竹内大三元 | 白旗伸朗         | 中嶋敦子 | 2月12日        |
| 18 | ようこそ壱番館へ             | 山口亮太 | 竹内大三元 | まつもとよしひさ | 工藤裕加 | 2月26日        |
| 18 | 麻雀ルール教えます           | 山口亮太 | 竹内大三元 | まつもとよしひさ | 工藤裕加 | 2月26日        |
| 19 | 南極ヅガン                   | 時村尚   | 西村純二   | 守岡博           | 筱雅律   | 3月5日         |
| 19 | 成金ヅガン                   | 時村尚   | 西村純二   | 守岡博           | 筱雅律   | 3月5日         |
| 20 | 不敗! 幻の雀鬼               | 山口亮太 | 竹内大三元 | よしだのどか     | 数井浩子 | 3月12日        |
| 20 | 栄光は誰がために…            | 山口亮太 | 竹内大三元 | よしだのどか     | 数井浩子 | 3月12日        |
| 21 | ツカンコよ永遠に…            | 時村尚   | 西村純二   | 白旗伸朗         | 中嶋敦子 | 3月19日        |

### 放送局
放送日時は個別に出典が掲示されてあるものを除き、1993年2月中旬 - 3月上旬時点のものとする。
| 放送地域       | 放送局             | 放送日時 | 放送系列       | 備考   |
| -------------- | ------------------ | --- | -------------- | ------ |
| 関東広域圏     | フジテレビ         | 金曜 1:10 - 1:40（木曜深夜） | フジテレビ系列 | 制作局 |
| 北海道         | 北海道文化放送     | 水曜 0:40 - 1:10（火曜深夜、1993年1月27日 - 3月24日） → 水曜 2:05 - 2:35（火曜深夜、1993年3月31日のみ） → 水曜 1:45 - 2:15（火曜深夜、1993年4月7日のみ） → 水曜 1:15 - 1:45（火曜深夜、1993年4月14日 - 6月16日） | フジテレビ系列 |        |
| 岩手県         | 岩手めんこいテレビ | 火曜 0:40 - 1:10（月曜深夜） | フジテレビ系列 |        |
| 宮城県         | 仙台放送           | 水曜 1:10 - 1:40（火曜深夜） | フジテレビ系列 |        |
| 福島県         | 福島テレビ         | 木曜 1:00 - 1:30（水曜深夜） | フジテレビ系列 |        |
| 長野県         | 長野放送           | 水曜 0:30 - 1:00（火曜深夜） | フジテレビ系列 |        |
| 近畿広域圏     | 関西テレビ         | 火曜 0:30 - 1:00（月曜深夜） | フジテレビ系列 |        |
| 岡山県・香川県 | 岡山放送           | 土曜 1:15 - 1:45（金曜深夜） | フジテレビ系列 |        |
| 福岡県         | テレビ西日本       | 土曜 1:15 - 1:45（金曜深夜） | フジテレビ系列 |        |